# Višegradské masakry
Visegrádské masakry představovaly masové vraždy spáchané na bosenském civilním obyvatelstvu města a obštiny Višegrad během etnických čistek východní Bosny policií a vojenskými silami Republiky srbské během jara a léta 1992 na začátku bosenské války.
Podle dokumentů Mezinárodního trestního tribunálu pro bývalou Jugoslávii (ICTY), na základě zpráv o obětech, bylo během násilí ve Višegradu a jeho okolí zavražděno asi 3000 Bosňáků, včetně asi 600 žen a 119 dětí. Podle ICTY byl Višegrad vystaven „jedné z nejkomplexnějších a nejkrutějších kampaní etnických čistek za bosenského konfliktu“. Podle Výzkumného a dokumentačního centra bylo ve Višegradu zabito nebo pohřešováno 1661 Bosňáků (jak vojáků, tak civilistů).
Zákeřnost násilných zločinů spáchaných armádou Republiky srbské při masakrech ve Višegrádě a účinnost, s jakou bylo celé bosenské obyvatelstvo města buď zabito nebo deportováno silami Republiky srbské v roce 1992, dlouho před podobnými událostmi ve Srebrenici, byly popsány jako ztělesnění genocidy bosenského obyvatelstva východní Bosny provedené na příkaz bosenskosrbského vůdce Radovana Karadžiće a jeho vojenského protějšku generála Ratka Mladiće.